# Prácticas de sanación san
En la cultura de los san (también conocidos como Ju/ 'oansi o !Kung; el término bosquimanos, una vez considerado despectivo, ahora se considera ampliamente positivo y también es de uso común), un pueblo indígena de Botsuana y Namibia, se dice que los curanderos han practicado todo tipo de estrategias medicinales. Estos van desde tomar remedios orales que contienen material vegetal y animal, hasta hacer cortes en el cuerpo y frotar sustancias 'potentes', inhalar humo de materia orgánica, como ciertas ramas o estiércol animal y usar partes de animales o 'joyas que los fortalecen". 
Más famosamente, la sanación San se da mientras se está en un estado alterado de conciencia, conocido como "baile de trance' o 'danza de la curación'.
Estos rituales son en general nocturnos, durante los cuales los curanderos entran en trance con el fin de curar la enfermedad, ya sea física o psicológica, de un individuo o social dentro de la comunidad como un todo. A veces se ata ofrendas para los espíritus de los animales y árboles, o utiliza tambores para contactar los espíritus de antepasado y animales.
Los bailes san de trance son asuntos intensos. Richard Katz, profesor asociado de la Universidad de Harvard, dice que esto ocurre, en promedio, cuatro veces al mes. En su libro The Harmless People, basado en el trabajo de campo en la década de 1950, Elizabeth Marshall Thomas observó que las mujeres se sentaban en círculo alrededor del fuego, cantaban las canciones medicinales en varias partes con voces de falsete y aplaudían con un ritmo agudo y staccato. Los hombres bailaban una sola fila alrededor del fuego dando pasos muy cortos y fuertes en contrapunto a los ritmos del canto y aplausos. El movimiento era acompañado por el traqueteo agudo de los cascabeles, que estaban atados a sus piernas. El baile era un patrón complicado de voces y ritmos, infinitamente variado y preciso. Los san comenzaron a aprender estas canciones y bailes durante la infancia y se esforzaron para desarrollar estas habilidades.

## Energía curativa
Lorna Marshall, madre de Elizabeth Marshall Thomas, realizó seis expediciones al Kalahari en la década de 1950 con el propósito de estudiar a los san. Escribió que a medida que la danza se intensificaba, se creía que el n/um, o energía, se activaba en los cuerpos de los que sanaban (la mayoría hombres). El n/um es tan fuerte que puede volverse peligroso. Los sanadores que experimentan esto no deben apuntar con el dedo a nadie, especialmente a un niño, porque una "pelea" o "cosa de muerte" podría ir a lo largo de su brazo, saltar sobre el niño y matarlo. Katz dice que el canto de las mujeres ayuda a "despertar" el n/um y el corazón del sanador para que puedan comenzar a sanar. El sanador sufre una transformación, que se produce después de una transición dolorosa hacia un estado de conciencia mejorado, llamado !Kia. Esto conecta al sanador y su poder de curación espiritual con la comunidad. Cuando los bailarines están experimentando el !Kia, pueden curar a todos los que están en el baile. Este es considerado un estado muy especial y extraordinario.
 

El proceso de intensificar el n/um y entrar en estado de !Kia puede manifestarse de diferentes maneras. Isaacson dice: "a veces se baila en trance, otras gritan de dolor y otras se ríen o cantan". También pueden lanzar repentinamente sus brazos al aire y con un chillido penetrante al suelo, como lo observó Elizabeth Marshall. La experiencia de transformación fue descrita a Richard Katz por un sanador experimentado, Kinachau, en la siguiente cita: 
 “Bailas, bailas, bailas. Entonces n/um te levanta en su vientre y en su espalda, y luego comienzas a temblar. [N/um] te hace temblar, hace calor. . . . Tus ojos están abiertos pero no miras a tu alrededor; mantienes los ojos quietos y miras al frente. Pero cuando entras en !Kia, estás mirando a tu alrededor porque ves todo, porque ves lo que preocupa a todos. . . n/um ingresa a cada parte de tu cuerpo hasta la punta de tus pies e incluso a tu cabello". 
 Katz también afirma que para curarse, deben aprender a controlar su ebullición del n/um y a "sacar la enfermedad" de las personas. Al hacerlo, usan la conciencia mejorada de !Kia para ver las cosas que causan enfermedades, como "las cosas de muerte que Dios ha puesto en la gente". Según Elizabeth Marshall Thomas, el sanador comenzará lavándose las manos en el fuego. Luego colocará una mano en el pecho de la persona y otra en la espalda, y "chupará" el mal de ellos. El curandero a menudo se estremece y gime mientras lo hace, y de repente "grita al mal en el aire". Katz afirma que si la persona que están curando tiene un síntoma específico, las manos de los curanderos se concentran en absorber el mal de esa área, pero si no hay síntomas de enfermedad, las manos temblorosas y vibrantes de los curanderos se mueven ligeramente y esporádicamente sobre el pecho de la persona.  
Estos acontecimientos continúan durante toda la noche. Marshall dice que se cansan, pero no se detendrán, porque es importante continuar hasta el amanecer. A veces las personas más jóvenes pueden tener que abandonar el círculo de baile, pero los mayores nunca vacilan. Cuando aparece la primera luz del amanecer en el horizonte, reúnen energía extra para cantar más fuerte y bailar más rápido. A medida que sale el sol, el baile alcanza una "intensidad final más poderosa", y luego se detiene de repente. Sandy Gall, autora de The Bushmen of Southern Africa, afirma que después de una danza curativa "colapsan en el agotamiento" hasta el día siguiente, cuando, completamente recuperados, comparten sus experiencias de trance entre ellos.

## Convertirse en un sanador
Convertirse en un sanador no es solo para unos pocos especialistas religiosos. Según Thomas Dowson, la gente preferiría que se extendiera por todo el grupo. Es un proceso largo y doloroso, pero aun así muchos siguen este camino. De hecho, cuando las personas alcanzan la edad adulta, aproximadamente la mitad de los hombres y un tercio de las mujeres se han convertido en sanadores. Katz dice que aunque es doloroso, las personas quieren curarse para poder ayudar a los demás. Si alguien está muy enfermo, hay esperanza de que un baile de trance curativo pueda evitar que muera.